# 中華民國—利比亞關係
中華民國與利比亞國於1959—1978年有正式外交關係，斷交後中華民國曾在利比亞首都的黎波里設立具大使館功能的代表機構，但受到2011年利比亞內戰期間影響暫時關閉，內戰結束後外交人員未及返回駐地即告裁撤。目前對利比亞的相關事務由駐約旦臺北經濟文化辦事處、駐法國台北代表處共同管轄。

## 政治

### 外交

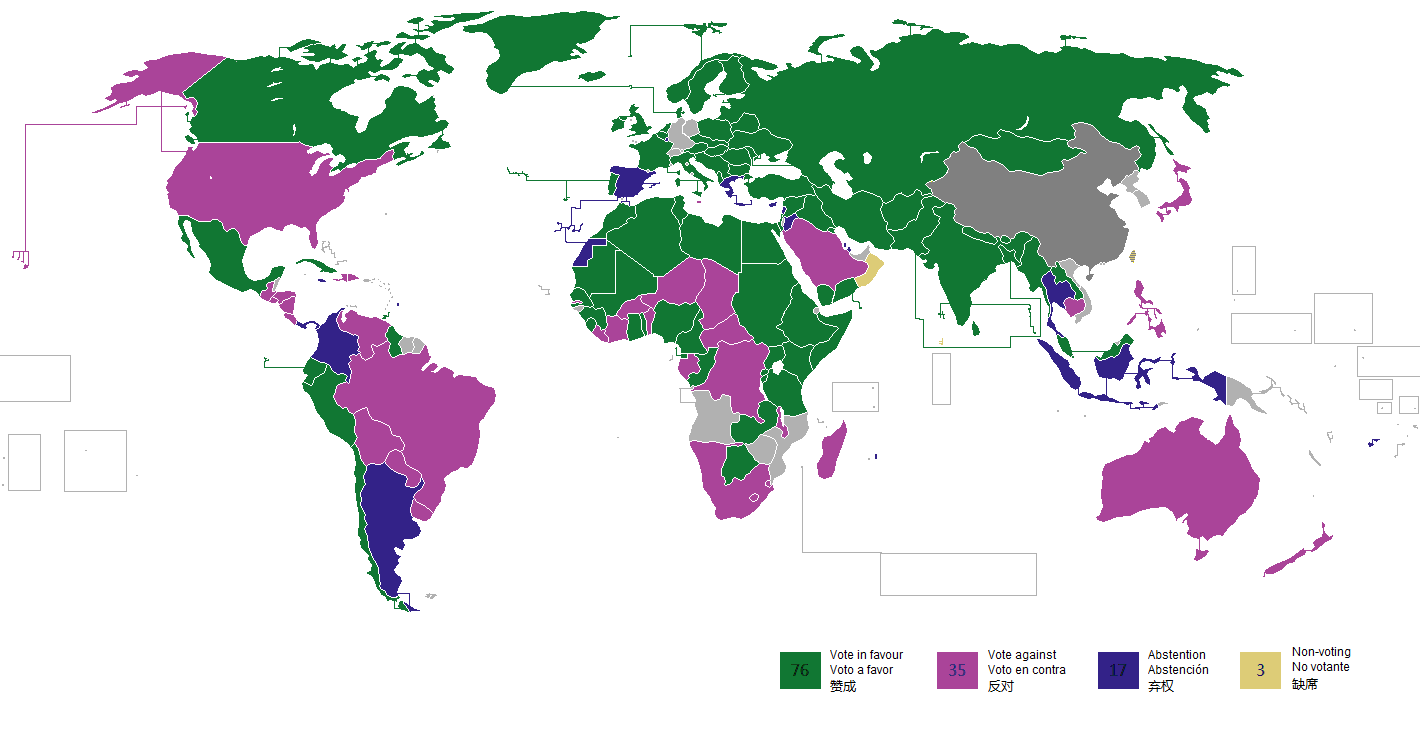
綠色國家表示在1971年的投票中反對中華民國續留聯合國，即《聯合國大會2758號決議》，其中包括當時的利比亞阿拉伯共和國。

1959年5月10日，中华民国与利比亞建交，於首都的黎波里設立中華民國駐利比亞聯合王國大使館，並派駐大使，利比亞則未設立大使館、派駐大使。
1962年2月26日，簽署《中華民國與利比亞聯合王國之技術合作協定》。
1969年8月31日，格達費率通信兵營革命取得政權，更改國號為利比亞阿拉伯共和國。
1970年8月，卡扎菲指派財政部長贾卢德突访中华人民共和国，想以利比亚与中华民国断交换取中华人民共和国提供核武器，遭到中华人民共和国的反对，中共中央主席毛泽东甚至斥责“这么讨厌的卡扎菲，太狂妄了”，并拒绝会见贾卢德。
1977年3月2日，再更改國號為利比亞阿拉伯人民社會主義民眾國。
1978年8月9日，利比亚与中华人民共和国建交（1971年6月11日外交承認）。9月14日，中华民国與利比亞断交。10月22日，關閉大使館。
1980年3月19日，於首都的黎波里設立具大使館功能的中華民國駐利比亞商務辦事處，駐外人員享有部分外交人員待遇，並可以官方身分與利比亞政府洽辦業務。但自1992年利比亞遭受聯合國制裁後，利比亞外交部在中華人民共和國壓力下，通知辦事處自1995年9月停止辦理領事業務，更於1997年5月規範辦事處不得從事政治活動。中華民國外交部以該處功能有限，報經行政院核准後，於9月12日關閉辦事處。
1996年8月，利比亞外交部國際技術合作司長保文（Adad S. Burwin）抵台訪問。
2006年1月18日，格達費次子賽義夫抵達臺灣並與中華民國總統陳水扁見面，希望台灣在利比亞設立代表機構。2008年2月13日，復設臺灣駐利比亞商務代表處（Taiwan Commercial Office in Tripoli），但2011年因利比亞國內情勢混亂而撤僑關閉。
2006年5月10日，總統陳水扁訪問利比亞時與格達費會面，當時利比亞給予中華民國國民免簽證待遇。

#### 中華民國驻利比亞大使（1959－1978年）
| 姓名   | 任命           | 到任          | 遞交国书       | 免職           | 離任           | 外交衔级     | 駐在地                                                       |
| ------ | -------------- | ------------- | -------------- | -------------- | -------------- | ------------ | ------------------------------------------------------------ |
| 陈质平 | 1959年8月28日  | 1959年9月11日 | 1959年11月5日  | 1965年5月24日  | 1965年6月30日  | 特命全权大使 | 利比亞聯合王國 利比亞王國                                    |
| 王季征 | 1965年5月24日  | 1965年8月23日 | 1965年10月15日 | 1968年10月30日 | 1968年11月16日 | 特命全权大使 | 利比亞王國                                                   |
| 蔡葩   | 1968年10月30日 | 1968年12月2日 | 1969年1月27日  | 1978年11月24日 | 1978年11月8日  | 特命全权大使 | 利比亞王國 利比亞阿拉伯共和國 利比亞阿拉伯人民社會主義民眾國 |

## 經濟

### 貿易
| 年分 | 貿易總額    | 貿易總額 | 貿易總額 | 出口至利比亞 | 出口至利比亞 | 出口至利比亞 | 自利比亞進口 | 自利比亞進口 | 自利比亞進口 | 順逆差  |
| 年分 | 金額        | 年增減   | 排名     | 金額         | 年增減       | 排名         | 金額         | 年增減       | 排名         | 順逆差  |
| ---- | ----------- | -------- | -------- | ------------ | ------------ | ------------ | ------------ | ------------ | ------------ | ------- |
| 2017 | 9,796,647   | ▼59.1%   | 146      | 8,683,209    | ▼31.6%       | 125          | 1,113,438    | ▼90.1%       | 155          | 順差▲   |
| 2018 | 102,828,863 | ▲949.6%  | 90       | 15,606,497   | ▲79.7%       | 112          | 87,222,366   | ▲7,733.6%    | 73           | 逆差 -- |
| 2019 | 26,971,641  | ▼73.8%   | 123      | 25,900,514   | ▲66.0%       | 103          | 1,071,127    | ▼98.8%       | 154          | 順差 -- |
| 2020 | 15,728,608  | ▼41.7%   | 130      | 15,460,231   | ▼40.3%       | 112          | 268,377      | ▼74.9%       | 168          | 順差▼   |
| 2021 | 14,010,434  | ▼10.9%   | 140      | 13,749,853   | ▼11.1%       | 116          | 260,581      | ▼2.9%        | 173          | 順差▼   |
| 2022 | 15,083,589  | ▲7.7%    | 134      | 14,989,277   | ▲9.0%        | 117          | 94,312       | ▼63.8%       | 183          | 順差▲   |
| 2023 | 29,333,937  | ▲94.5%   | 118      | 29,270,072   | ▲95.3%       | 97           | 63,865       | ▼32.3%       | 185          | 順差▲   |
| 2024 | 21,529,092  | ▼26.6%   | 127      | 15,820,851   | ▼45.9%       | 113          | 5,708,241    | ▲8,838.0%    | 122          | 順差▼   |

2023年的兩國貿易項目如下：
出口至利比亞的前10大項目為：機動車輛所用之零件與附件；熱軋之铁或非合金鋼扁軋製品；電話機（包括智能手机），以及其他傳輸或接收聲音、圖像之有線或无线网络通訊器具；自行車或機動車輛用之電氣照明或信號設備、擋風板刮刷器、去霜或去霧器；橡膠或塑料加工機或以此類原料製造產品之機械；手用扳手與扳鉗、有無把手之可互換扳手套筒；小客車與其他主要設計供載客之機動車輛；由兩件或以上配合成套供零售之工具；鋼鐵製螺釘、螺栓、螺帽、螺旋鈎、車用螺釘、鉚釘、橫梢、開口梢、墊圈與類似製品；手工具、噴燈、老虎钳、夹子、砧、手提鍛爐、磨輪等。
自利比亞進口的項目為：生鮮、冷藏或冷凍之切片魚肉；天然珍珠或養珠、寶石或半寶石之製品；特殊物品，含進口未超過5萬新臺幣之小額報單與其他零星物品等。

### 投資
根據中華民國經濟部投資審議司統計，截至2022年，尚無臺商前往利比亞投資；利比亞在臺灣總投資金額約408.4萬美元，計有6件。
台灣中油公司於2007年4月在利比亞設立分公司。

## 援助
斷交前，兩國的技術合作範圍甚廣，包括醫療、通訊、土木、水利、氣象、車輛修理等。斷交後，駐利比亞技術人員均改以私人應聘方式，後因待遇偏低，工作人員已陸續撤離。
兩國曾在醫療衛生、人力培訓擁有密切合作關係。國立臺灣大學醫學院附設醫院提供利比亞癌症醫師赴台受訓名額；財團法人國際合作發展基金會（國合會）舉辦各項研習班，以協助提升利比亞的人力素質。
2011年，國合會與國際慈善機構「美慈組織」（Mercy  Corps）合作進行「利比亞糧食安全計畫」。
2023年9月，利比亞東部發生洪災造成重大傷亡，中華民國外交部捐款100萬美元協助賑災。

## 簽證

持中華民國護照的中華民國國民簽證要求分布圖：入境利比亞需要簽證。

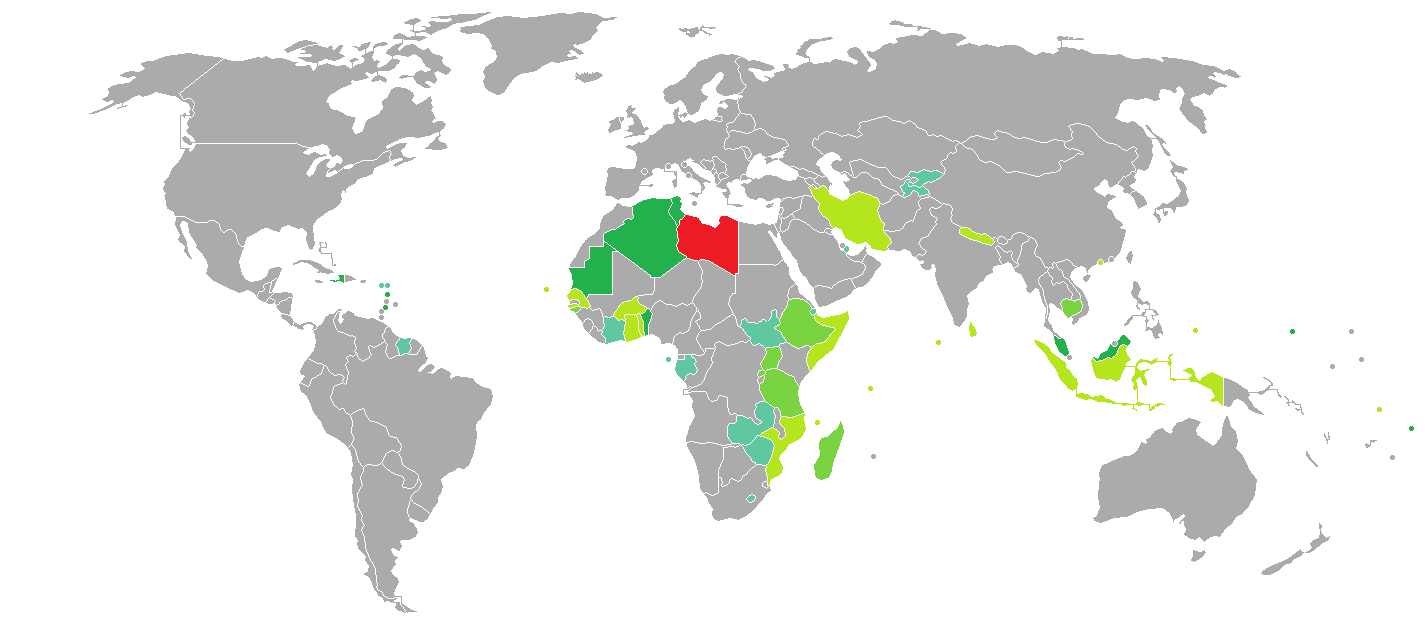
持利比亞護照的利比亞人口簽證要求分布圖：入境中華民國需要簽證。

兩國國民皆須申請簽證方可入境對方國家。持中華民國護照與邀請函的中華民國國民，須透過利比亞駐日本大使館申請簽證；利比亞亦開放申請電子簽證，停留最多30天。護照內頁不得有以色列簽證或入出境章。
持利比亞護照的利比亞國民抵台參加由中央政府機關主辦、協辦或贊助之國際會議、運動賽事、商展或其他活動，可以電子簽證入境中華民國，停留最多30天並不得延期。

## 交通

### 航空

#### 客運
兩國無直航班機，可經由（截至2023年6月28日）：
- 臺北→伊斯坦堡，再轉機前往利比亞的國際機場（英语：List of airports in Libya）。

## 外部連結
- 中華民國外交部－利比亞簡介 （页面存档备份，存于）
- 駐約旦臺北經濟文化辦事處
- 駐法國台北代表處
- 外交部領事事務局－國外旅遊警示分級表
- 中華民國衛生福利部－國際旅遊疫情建議等級
- 中華民國國際經濟合作協會 （页面存档备份，存于）